# Елиот (Илиноис)
Елиот (енгл. Elliott) град је у америчкој савезној држави Илиноис.

## Демографија
По попису из 2010. године број становника је 295, што је 46 (-13,5%) становника мање него 2000. године.
| Група             | 2000.       | 2010.       |
| Белци             | 335 (98,2%) | 290 (98,3%) |
| Афроамериканци    | 0 (0,0%)    | 4 (1,4%)    |
| Азијати           | 0 (0,0%)    | 0 (0,0%)    |
| Хиспаноамериканци | 1 (0,3%)    | 0 (0,0%)    |
| Укупно            | 341         | 295         |